# Granja do Marquês
Granja do Marquês es una aldea portuguesa situada en la freguesía de Almargem do Bispo, Pêro Pinheiro e Montelavar, del municipio de Sintra y distrito de Lisboa.

## Geografía
Se sitúa en el concejo de Sintra, cerca de la antigua freguesía de Pêro Pinheiro. Se da ese nombre a todo el terreno donde está situada la Base Aérea N.º 1 y al área envolvente de la misma base.

## Historia
Vestigios arqueológicos apuntan a que esa área fue habitada desde tiempos del neolítico, pasando por los romanos y los árabes.
Perteneció al Marqués de Pombal cuando esta área tomó el nombre por el cual es aún conocida.
Según una leyenda, en el siglo XVII apareció en esta localidad Nuestra Señora de Nazareth.
Junto al palacio se sitúa una capilla que fue terminada en 1701. Hoy la capilla está dedicada a Nuestra señora del Aire, patrona de los aviadores en Portugal.
En diciembre de 1927 fue creada la Base Aérea de Sintra, más tarde denominada Base Aérea N.º 1. Esa instalación ocupó esos terrenos, convirtiéndose en la Base Aérea más antigua de Portugal y donde millares de pilotos militares portugueses fueron instruidos en el arte de volar.